# Mangrowiec brunatny
Mangrowiec brunatny (Boiga irregularis)  – gatunek nadrzewnego, jadowitego węża z rodziny połozowatych (Colubridae). Występuje na wschodnim oraz północnym wybrzeżu Australii, w środkowej i wschodniej Indonezji (na zachód po Celebes), Papui-Nowej Gwinei oraz na wyspach Melanezji. Przypadkowo introdukowany na wyspie Guam krótko po II wojnie światowej, przyczynił się do wyginięcia kilkunastu występujących tam gatunków ptaków, w tym kilku endemitów tej wyspy.